# Die Fantastischen Vier (1967)
Die fantastischen Vier (Originaltitel: The Fantastic Four) ist die erste Zeichentrickserie von Hanna Barbera, die auf den von Stan Lee und Jack Kirby erschaffenen Superhelden aus der Marvel Comics Serie Die fantastischen Vier basiert.
Die Serie besteht aus einer Staffeln mit 20 Folgen von je 25 Minuten. In Deutschland wurde die Serie ab dem 1. Juli 1991 im Rahmen der Sendung Trick 7 auf dem Privatsender Pro 7 ausgestrahlt.

## Handlung
Durch kosmische Strahlung erhalten Reed Richards, Johnny und seine Schwester Susan Storm sowie Ben Grimm unterschiedliche Superkräfte und treten fortan als Team gegen Verbrecher, Superschurken und Außerirdische auf.
Die kindgerechte Umsetzung der einzelnen Episoden ist in sich abgeschlossen und basiert auf den Geschichten der originalen Comichefte.

## Fortsetzung
Die Reihe erhielt 1978 mit Die Fantastischen Vier (The New Fantastic Four) und 1994 mit Die Fantastischen Vier mit neuen Abenteuern (Fantastic Four) zwei Fortsetzungen.

## Synchronisation
| Rolle                                 | Englischer Sprecher | Deutscher Sprecher |
| ------------------------------------- | ------------------- | ------------------ |
| Reed Richards / Mister Fantastisch    | Gerald Mohr         | unbekannt          |
| Susan Storm / Die Unsichtbare         | Jo Ann Pflug        | unbekannt          |
| Ben Grimm / Das Monster               | Paul Frees          | unbekannt          |
| Johnny Storm / Die menschliche Fackel | Jac Flounders       | unbekannt          |
| Victor von Doom / Doktor Doom         | Joseph Sirola       | unbekannt          |

## Episoden
| Nr. | Deutscher Titel             | Originaltitel                      | Erstausstrahlung USA | Deutschsprachige Erstausstrahlung (D) |
| --- | --------------------------- | ---------------------------------- | -------------------- | ------------------------------------- |
| 1   | Invasion der Maulwürfe      | Menace Of Mole Men                 | 9. Sep. 1967         | 1. Juli 1991                          |
| 2   | Diablo                      | Diablo                             | 16. Sep. 1967        | 1991                                  |
| 3   | Dr. Dooms Rache             | The Way It All Began               | 23. Sep. 1967        | 1991                                  |
| 4   | Kampf mit dem Super-Skrull  | Invasion Of The Super Skrulls      | 30. Sep. 1967        | 1991                                  |
| 5   | Die Klaue                   | Klaws                              | 7. Okt. 1967         | 1991                                  |
| 6   | Die Mondlandung             | The Red Ghost                      | 7. Okt. 1967         | 1991                                  |
| 7   | Rettung für Planet X        | Prisoners Of Planet X              | 14. Okt. 1967        | 1991                                  |
| 8   | Die Rache des Dr. Kargoff   | It Started On Yancy Street         | 21. Okt. 1967        | 1991                                  |
| 9   | Die drei Prophezeiungen     | Three Predictions Of Dr. Doom      | 28. Okt. 1967        | 1991                                  |
| 10  | Auf einem fernen Planeten   | Behold A Distant Star              | 4. Nov. 1967         | 1991                                  |
| 11  | Das Ungeheuer aus der Tiefe | Demon Of The Deep                  | 11. Nov. 1967        | 1991                                  |
| 12  | Kampf unter Wasser          | Danger In The Depth                | 18. Nov. 1967        | 1991                                  |
| 13  | Der Maulwurf kehrt zurück   | Return Of The Moleman              | 25. Nov. 1967        | 1991                                  |
| 14  | Rama-Tut                    | Rama-Tut                           | 9. Dez. 1967         | 1991                                  |
| 15  | Galactus                    | Galactus                           | 16. Dez. 1967        | 1991                                  |
| 16  | Die Mikro-Welt des Dr. Doom | The Micro World Of Dr. Doom        | 30. Dez. 1967        | 1991                                  |
| 17  | Der Riese aus dem All       | Blast Starr, The Living Bomb Burst | 6. Jan. 1968         | 1991                                  |
| 18  | Der Meister der Moleküle    | The Mysterious Molacule Man        | 13. Jan. 1968        | 1991                                  |
| 19  | Das Tribunal des Bösen      | The Terrible Tribunal              | 14. Sep. 1968        | 1991                                  |
| 20  | Die Vier beim Film          | The Deadly Director                | 21. Sep. 1968        | 1991                                  |